# 上布莱焦
上布莱焦（義大利語：Bleggio Superiore），是意大利特伦托自治省的一个市镇。总面积32平方公里，人口1548人，人口密度48.4人/平方公里（2009年）。ISTAT代码为022017。